# Centrale nucléaire de Grohnde
Pour les articles homonymes, voir KWG.
La centrale nucléaire de Grohnde est située à Emmerthal en Basse-Saxe sur la Weser, dans l'arrondissement de Hamelin-Pyrmont. 

## Caractéristiques
Cette centrale électrique comprend un réacteur d'eau pressurisée (REP) construit par la société Siemens (KWU). 
- Grohnde : 1300 MWe, mis en service en 1984.

La puissance thermique nominale est de 3900 mégawatts et la puissance électrique d'environ 1430 mégawatts bruts. Le réacteur utilise 193 éléments de combustible UO2 avec un enrichissement jusqu'à 4 % d'uranium 235 ainsi que des éléments de combustible MOX. Une augmentation de l'enrichissement à 4,4 % a été demandée.

## Exploitation
L'exploitation commerciale a commencé après la loi allemande sur l'Atome votée le 1er février 1985. Dans l'année civile en 2019, la centrale nucléaire a produit 357 TWh ce qui correspond au record mondial de production d'un réacteur nucléaire. Dans les années 1985, 1986, 1987, 1989, 1990 et 1998, elle a également obtenu le meilleur rendement mondial.
Les actionnaires sont E.ON à 83,3 % et la ville de Bielefeld à 16,7 %.

## Incidents
Depuis 1985, plus de 200 incidents ont été révélés par la presse allemande.En 1996, une soupape s'est ouverte de manière imprévue dans le circuit primaire, l'incident a été classé au niveau 1 de l'échelle INES.

## Arrêt programmé
La fermeture définitive de la centrale nucléaire de Grohnde a eu lieu le 31 décembre 2021. Par ailleurs, un entrepôt de transit pour combustible usé a été mis en service début 2006. Pendant sa durée de vie, la centrale a produit 386,84 TWh, avec un facteur de charge moyen de 88,4 %.